# Pieve di Santa Maria di Cisano
La pieve di Santa Maria di Cisano è la chiesa parrocchiale di Cisano, frazione del comune di Bardolino in provincia e diocesi di Verona; fa parte del vicariato del Lago Veronese-Caprino, precisamente dell'Unità Pastorale San Giorgio (Bardolino-Torri).

## Storia

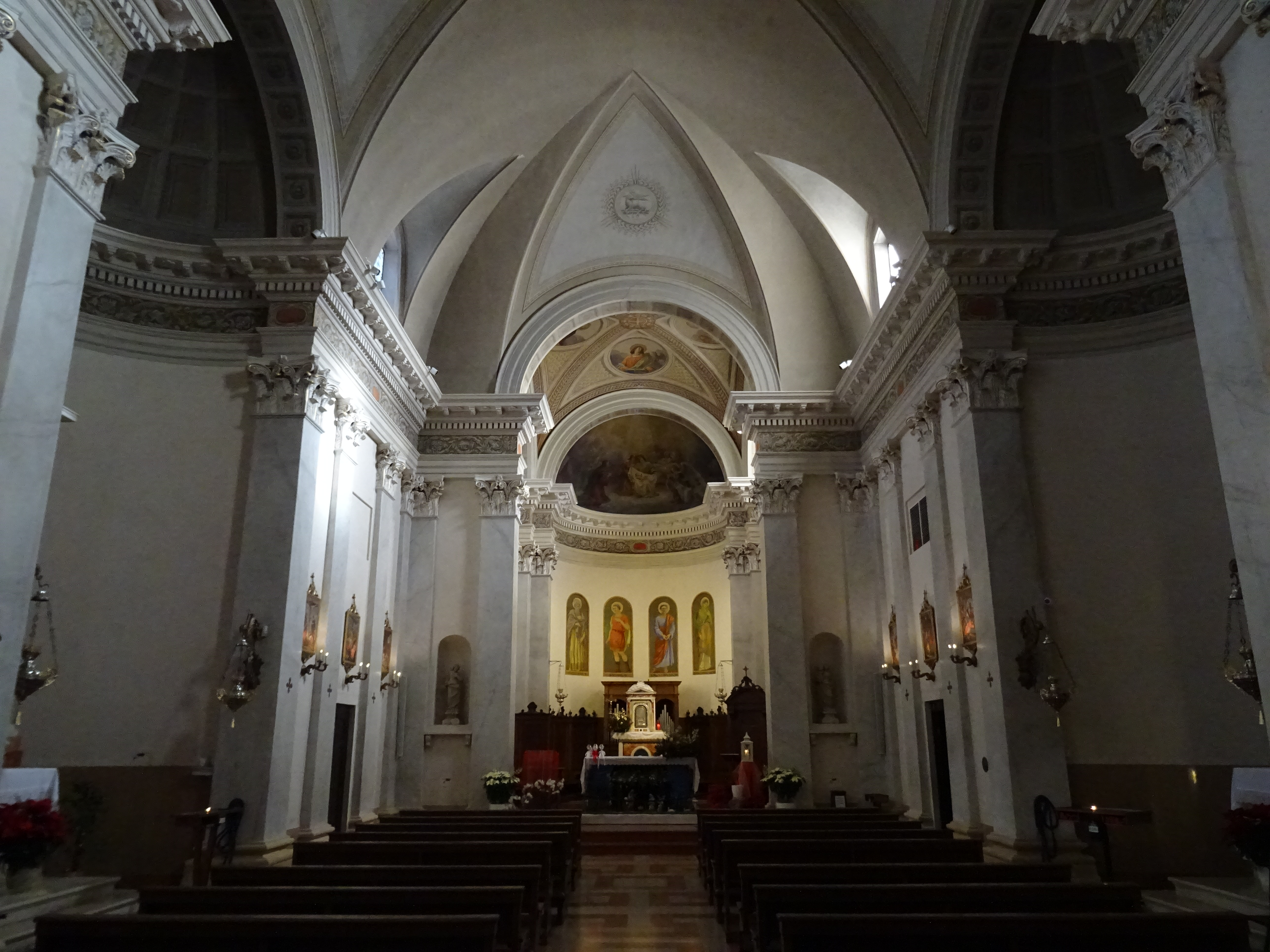
Interno

L’edificio di culto, già indicato come pieve, si trova documentato per la prima volta nel 915 anche se con il titolo di San Giuliano. Fu edificato sui resti di un precedente edificio di epoca longobarda, risalente almeno al IX secolo, a sua volta forse costruito su preesistenze paleocristiane. Della chiesa altomedievale oggi sono visibili una porzione di abside, mentre quanto si trova nei prospetti laterali e a lato dell’abside è d’epoca romanica. Fino a noi è giunta anche l’epigrafe dettata dal presbitero Teupo, il quale fece restaurare e decorare la chiesa nel X secolo.
Nel XII secolo la pieve fu ricostruita per volontà del Vescovo di Verona Bernardo, mentre dei documenti ricordano le dispute con la pieve di Garda per definire i territori di entrambe e la riscossione delle decime.
Nel 1460 la visita pastorale del Vescovo Ermolao Barbaro ci documenta il nuovo titolo della chiesa, dedicata alla Beata Vergine Maria, forse acquisito dopo la ricostruzione del luogo di culto.
Successivamente le cappelle sottoposte a questa pieve divennero chiese parrocchiali indipendenti, facendo decadere il prestigio della chiesa e le visite pastorali nel tempo testimoniano questo declino anche nell’edificio, che ad un certo punto risultò pericolante. Per questo motivo, tra il 1849 e il 1851 si decise di rinnovare internamente la chiesa in stile neoclassico e di sopraelevare all’altezza annuale la facciata, l’aula e l’abside.

## Descrizione

### Esterno

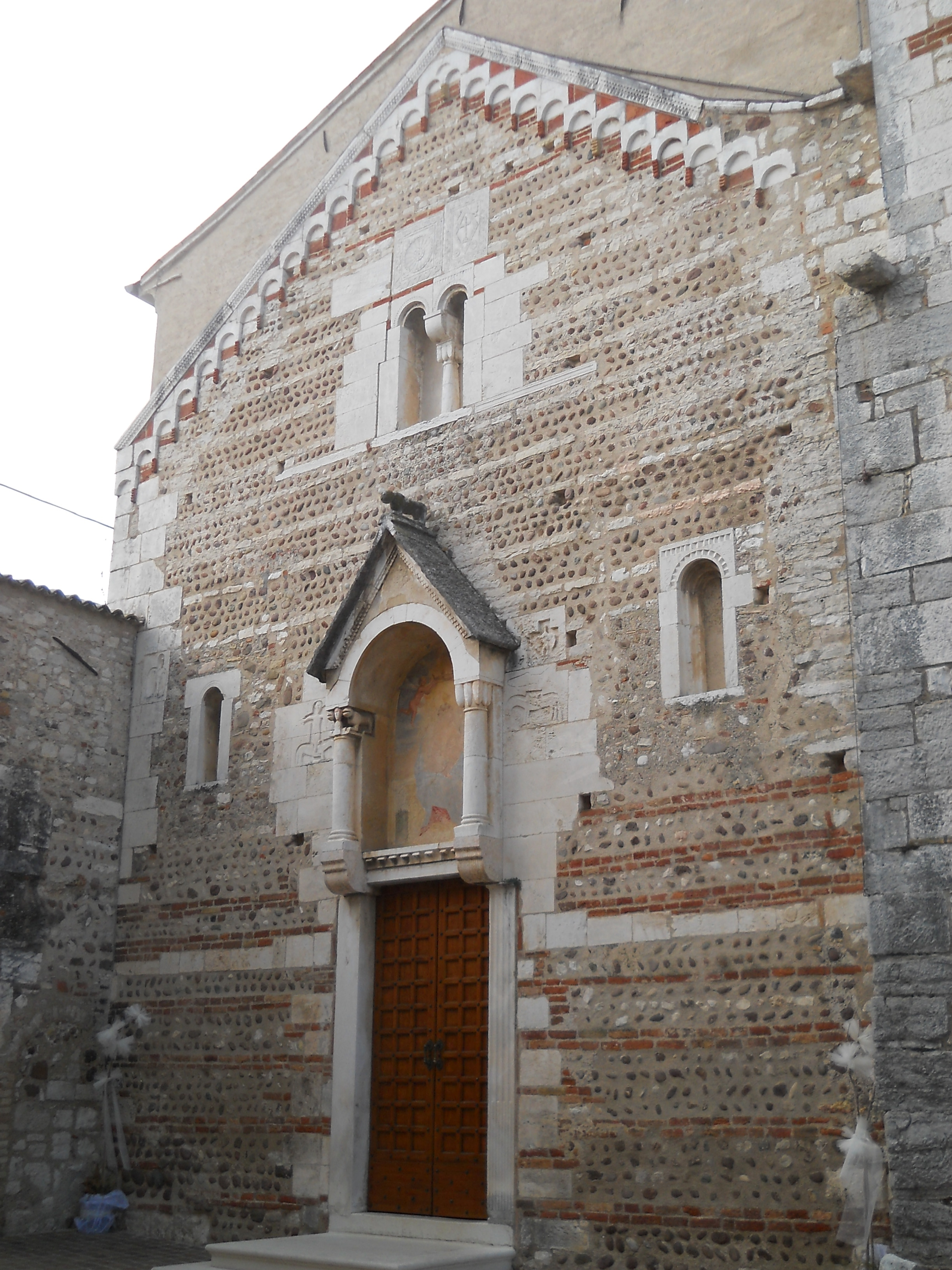
La facciata

La facciata a capanna, rivolta ad occidente, è in stile romanico, con fasce di ciottolo morenico alternate a fasce di calcare “biancone” o mattone. Al centro vi è il portale d’ingresso rettangolare sormontato da un protiro pensile, elemento tipico dell’architettura romanica veronese, con nicchia che presenta un affresco del XVI secolo raffigurante la ‘’Vergine col Bambino’’.
Ai lati del protiro, su blocchi di pietra calcarea ricavati dall’edificio precedente longobardo, vi sono incisi un’aquila, un pesce e un cavallo a destra, mentre a sinistra vi è un cavaliere stilizzato con pugnale e scudo. Lateralmente si aprono due monofore, mentre in asse col protiro, in alto, vi è una bifora, oggi murata. Sopra di essa altre pietre di epoca longobarda. 
Il sottogronda originale presenta una teoria di archetti pensili e un fregio a dente di sega e dentelli. Salvo il fregio, tutti gli altri elementi provengono da edifici precedenti (ad esempio lo stesso protiro presenta colonne a più pezzi e capitelli disuguali e non è centrato, oppure le due monofore, con quella di destra molto diversa da quella sinistra o ancora la bifora, coeva del protiro pensile, e posta in sostituzione di un oculo).
L’abside presenta archetti in tufo, con lesene in pietra bianca e blocchi di pietra calcarea bianca e mattoni pieni in laterizio.

### Interno
La pianta della chiesa è a croce latina, con aula rettangolare e pseudo-transetto con bracci absidati semicircolari. La navata è coperta da una volta a botte ribassata, con teste di padiglione e unghie laterali decorate a tempera con cornici e motivi ornamentali di carattere liturgico. Ampie finestre rettangolari introducono la luce naturale all’interno dell’edificio. Il pavimento è costituito da un motivo geometrico a cornice grecata in marmo rosso Verona e biancone.
La controfacciata si presenta come un’abside, non emergente all’esterno, con decorazione a finti cassettoni, la stessa che si trova nelle cappelle laterali, pavimentate in quadrotti alternati di marmo nero, rosso Verona e biancone posati a corsi obliqui.
I prospetti sono ritmati da lesene d’ordine corinzio che sostengono la trabeazione modanata con fregio che percorre l’intero perimetro dell’edificio. Le pareti sono intonacate e tinteggiate.
Nel transetto abbiamo sul lato settentrionale l’altare della Madonna del Rosario, con statua lignea ottocentesca, mentre sul lato meridionale quello dell’Immacolata con Sant'Anna, con pala del XVI secolo eseguita dal pittore Francesco Del Moro raffigurante l’Immacolata. Allo stesso secolo risalirebbero le statue lignee della Vergine e dei Santi Sebastiano e Rocco.
Il presbiterio è quadrangolare, sopraelevato di due gradini rispetto alla navata. Esso è sovrastato da una volta a crociera con vele su cui sono raffigurati i Quattro Evangelisti, opera del 1935 del pittore veronese Gaetano Miolato. Sulle pareti, dello stesso pittore, vi sono la Natività e la Resurrezione. La luce naturale è introdotta da finestre semicircolari. Il pavimento è in marmo rosso Verona, con lateralmente un motivo a cornice grecata in marmo bianco e rosso Verona.
Chiude il presbiterio l’abside semicircolare, nel cui catino è dipinta la Natività di Maria, opera sempre di Miolato. Il pavimento, come quello dell’ingresso, è un disegno geometrico radiale in marmo biancone e rosso Verona.

Sotto il catino absidale e al di sopra del coro ligneo in noce sono stati dipinti da Miolato i Santi Giuliano, Vito, Modesto e Crescenzia.
Sul lato destro del presbiterio si trova la sacrestia.

## Campanile e campane

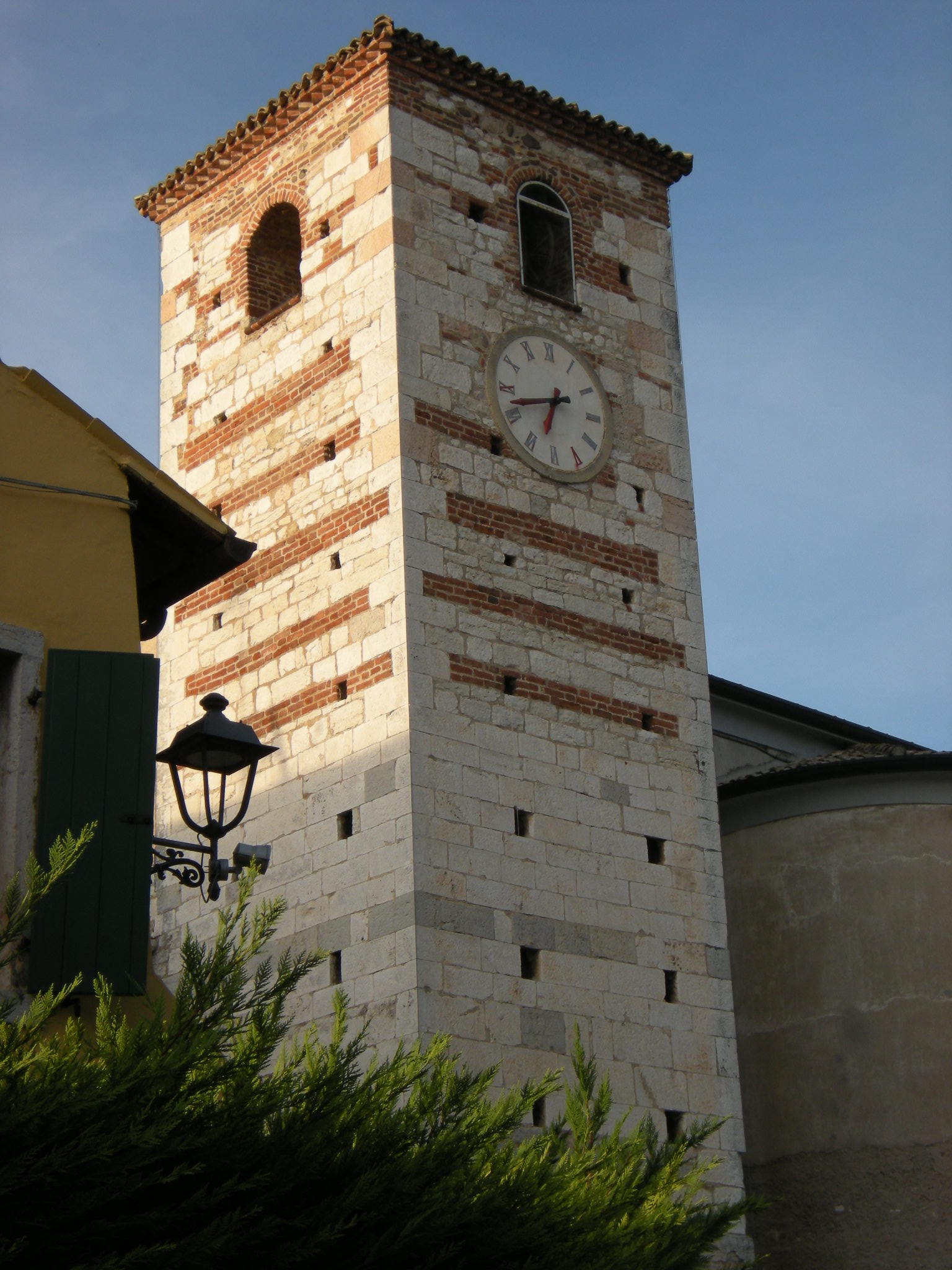
Il campanile

Il campanile, d’epoca romanica, affiancato alla facciata e addossato al fianco sud della chiesa, a base quadrangolare, ha un fusto in blocchi squadrati in pietra calcarea, tufo e mattoni in laterizio.
La cella campanaria presenta una monofora per lato ed è coperta da un tetto a quattro falde in coppi in laterizio su cui svetta una croce metallica.
Il concerto campanario presente oggi è composto da 6 campane in LA3 montate alla veronese e suonabili manualmente. Questi i dati del concerto:
1 – LA3 – diametro 820 mm - peso 308 kg - Fusa nel 1895 da Cavadini di Verona
2 – SI3 – diametro 730 mm - peso 218 kg - Fusa nel 1895 da Cavadini di Verona
3 – DO#4 – diametro 655 mm – peso 156 kg - Fusa nel 1895 da Cavadini di Verona
4 – RE4 – diametro 610 mm - peso 131 kg - Fusa nel 1895 da Cavadini di Verona
5 – MI4 – diametro 540 mm - peso 93 kg - Fusa nel 1895 da Cavadini di Verona
6 – FA#4 - diametro 501 mm - peso 70 kg - Fusa nel 1992 da De Poli di Revine Lago (TV)
Sopra la sacrestia c’è un campanile a vela in mattoni, rivolto verso meridione, con una campana montata alla veronese e suonabile manualmente:
RE4 – diametro 600 mm – peso 130 kg – Fusa nel 1503 da Orlando di Verona.
Come ricorda il suonatore di campane Pietro Sancassani nel 1837 erano tre campane in DO4.